# Arroyo Cardozo (Río Negro)
Der Arroyo Cardozo ist ein Fluss in Uruguay.
Er entspringt auf dem Gebiet des Departamento Tacuarembó nördlich von Achar in der Cuchilla de Santo Domingo. Von dort verläuft er in südliche bis südwestliche Richtung. Er mündet unweit als rechtsseitiger Nebenfluss in den Río Negro.
Auf seinem Weg in Richtung Süden wird er von zahlreichen Nebenflüssen gespeist. Dies sind rechter Hand vom Oberlauf bis zur Mündung die Flüsse Sarandí, Arroyo del Medio, de las Grutas, Sarandí, Fea, Arroyo Aguas Buenas, Arroyo de las Ánimas, Arroyo Tarumán, Arroyo Tala, Arroyo Guayabos und Fea. Während linksseitig unter anderem Arroyo de Rolón, del Buey und del Arbolito hinzustoßen. In geringer Entfernung passiert der Arroyo Cardozo die Orte Achar, Cuchilla de Peralta, das unmittelbar anliegende Cardozo und Chamberlain.